# Contea di Guiyang
La contea di Guiyang (桂阳县S, Guìyáng XiànP) è una contea della Cina, situata nella provincia di Hunan e amministrata dalla prefettura di Chenzhou.